# Neochalcis turana
Neochalcis turana är en stekelart som beskrevs av Nikol'skaya 1960. Neochalcis turana ingår i släktet Neochalcis och familjen bredlårsteklar.
Artens utbredningsområde är Turkmenistan. Inga underarter finns listade i Catalogue of Life.